# Guillaume Laurant

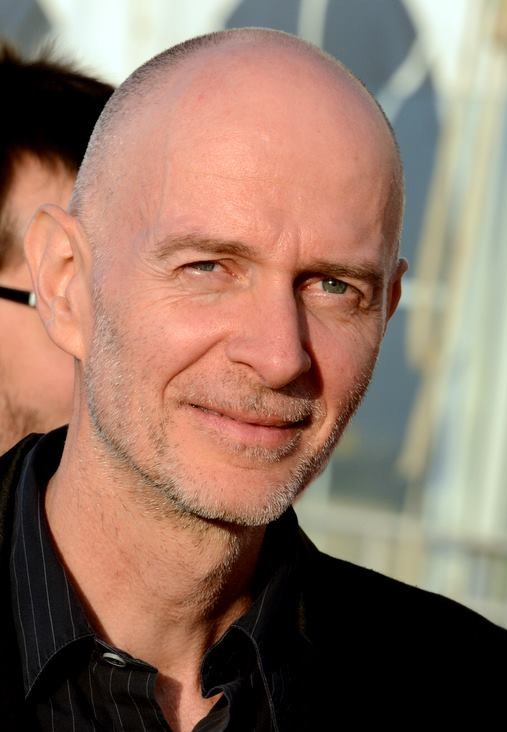
Guillaume Laurant, 2013

Guillaume Laurant (* 22. November 1961 in Saint-Quentin, Département Aisne) ist ein französischer Drehbuchautor.

## Karriere
Guillaume Laurant wurde 1961 in Saint-Quentin geboren. Seine Filmkarriere begann 1995, als er Dialoge für den Fantasyfilm Die Stadt der verlorenen Kinder verfasste. Dies war die erste Zusammenarbeit mit dem Filmregisseur Jean-Pierre Jeunet. Für den Spielfilm Die fabelhafte Welt der Amélie, der 2001 veröffentlicht wurde, verfasste Laurant das Drehbuch und wurde für seine künstlerischen Leistungen bei der Oscarverleihung 2002 mit Jeunet in der Kategorie „Bestes Originaldrehbuch“ für einen Oscar nominiert. Bei den British Academy Film Awards 2002 erhielt er die Auszeichnung in der gleichen Kategorie. Im Jahr 2004 wurden die beiden Literaturverfilmungen Mathilde – Eine große Liebe und Im Spiegel des Bösen veröffentlicht, wofür er die Drehbücher verfasste. Bei den Werken Micmacs – Uns gehört Paris! und Die Karte meiner Träume war Laurant für das Drehbuch und Jeunet für die filmische Umsetzung verantwortlich.
Neben der häufigen Zusammenarbeit mit Jean-Pierre Jeunet arbeitete Laurant auch häufig an den Drehbüchern des Regisseurs Jean-Pierre Améris.
2018 wurde er wie auch Jeunet in die Academy of Motion Picture Arts and Sciences berufen, die jährlich die Oscars vergibt.

## Privat
Im Jahr 2003 heiratete er die Schauspielerin Sandrine Bonnaire, mit der er eine gemeinsame Tochter hat.

## Filmografie (Auswahl)
- 1995: Die Stadt der verlorenen Kinder (La Cité des enfants perdus)
- 1996: Un samedi sur la terre
- 2001: Die fabelhafte Welt der Amélie (Le fabuleux destin d'Amélie Poulain)
- 2003: Effroyables jardins
- 2004: Mathilde – Eine große Liebe (Un long dimanche de fiançailles)
- 2004: Im Spiegel des Bösen (À ton image)
- 2006: Je m'appelle Elisabeth
- 2006: Enfermés dehors
- 2009: Micmacs – Uns gehört Paris! (Micmacs à tire-larigot)
- 2012: L'homme qui rit
- 2013: Die Karte meiner Träume (The Young and Prodigious T.S. Spivet)
- 2015: L'odeur de la mandarine
- 2019: Ich habe meinen Körper verloren (J'ai perdu mon corps)

## Auszeichnungen und Nominierungen (Auswahl)
- 2002: Oscar-Nominierung in der Kategorie „Bestes Originaldrehbuch“ für Die fabelhafte Welt der Amélie
- 2002: César-Nominierung in der Kategorie „Bestes Drehbuch“ für Die fabelhafte Welt der Amélie
- 2002: BAFTA-Award in der Kategorie „Bestes Originaldrehbuch“ für Die fabelhafte Welt der Amélie
- 2002: Prix Lumières in der Kategorie „Bestes Drehbuch“ für Die fabelhafte Welt der Amélie
- 2005: César-Nominierung in der Kategorie „Bestes Drehbuch“ für Mathilde – Eine große Liebe